# هنري إل. فوكوا
هنري إل. فوكوا هو شخصية أعمال وسياسي أمريكي، ولد في 8 نوفمبر 1865 في باتون روج في الولايات المتحدة، وتوفي بنفس المكان في 11 أكتوبر 1926. نشط حزبياً في الحزب الديمقراطي. وقد انتخب حاكم لويزيانا ‏ (13 مايو 1924 – 11 أكتوبر 1926).